# Baqtijar Mamyrow
Baqtijar Abdullabekuly Mamyrow (kasachisch Бақтияр Абдуллабекұлы Мамыров, russisch Бахтияр Абдуллабекович Мамыров Bachtijar Abdullabekowitsch Mamyrow; * 21. Juni 1981) ist ein kasachischer Radrennfahrer.
Baqtijar Mamyrow fuhr 2003 für die japanische Mannschaft Orbea-Etxe-Ondo und im Jahr 2004 für das Cycling Team Capec. In der Saison 2005 gewann er drei Etappen bei der Kerman Tour und wurde Dritter der Gesamtwertung. Außerdem wurde er auch Gesamtdritter bei der Ägypten-Rundfahrt. Ein Jahr später gewann er sechs Etappen bei der Tour du Cameroun und wurde in der Gesamtwertung Zweiter hinter seinem Landsmann Pawel Newdach. In der Endwertung der UCI Africa Tour 2006 belegte Mamyrow dadurch den vierten Rang.

## Erfolge
2005
- drei Etappen Kerman Tour

2006
- sechs Etappen Tour du Cameroun

## Teams
- 2003 Orbea-Etxe-Ondo
- 2004 Capec